# Хрустальная (посёлок)
Хруста́льная — посёлок в муниципальном округе Первоуральск Свердловской области России.

## География
Посёлок Хрустальная расположен между реками Решётки (правым притоком реки Исети) и её левым притоком Чашей, в 15 километрах (по автодорогам в 18 километрах) к востоко-юго-востоку от города Первоуральска. В посёлке расположена узловая станция Хрустальная главного хода Транссиба и Южного обхода Екатеринбургского узла (линия Хрустальная — Решёты – Седельниково — Арамиль — Косулино). В полутора километрах к югу от Хрустальной проходит автодорога Пермь — Екатеринбург (часть федеральной автомагистрали М12 «Восток»).

## История
Посёлок основан в связи с разработкой месторождения кварца на горе Хрустальной. Вершина горы блестела на солнце и была видна издалека. Месторождение было открыто в начале XVIII века. Среди кварца находили друзы горного хрусталя, отсюда и название. В 1937 году вершина горы была взорвана для добычи кварца. В настоящее время гора Хрустальная практически выработана, и добыча ведется только в карьере.
С 1 октября 2017 года согласно областному закону N 35-ОЗ статус Хрустальной изменён с посёлка железнодорожной станции на посёлок.

## Достопримечательности
В 500 метрах от железнодорожной станции Хрустальная расположена база  отдыха.  Коммерческое  название «Территория Семейного Отдыха Хрустальная». 
С 2008 года идет активное благоустройство базы и создание новой инфраструктуры. 
Является вторым градообразующим предприятием после жд станции. 

## Население
| 2002 | 2010 |
| ---- | ---- |
| 513  | ↘509 |